# T-10
O T-10 foi um tanque de guerra desenvolvido pela União Soviética durante a Guerra Fria. Ele começou a ser produzido em 1952 na versão IS-10 (Iosif Stalin, forma russa do nome Josef Stalin), mas devido ao clima político tenso da era pós-Stalin (a desestalinização), a partir de 1953, o veículo foi redesignado como T-10.
A maior diferença, se comparado ao seu antecessor (o IS-3), era o casco mais longo, sete pares de rodas, uma torre de tiro nova, um motor melhor e blindagem aprimorada. A performance em geral era a mesma, apesar do T-10 poder carregar mais munição. O tanque deixou de ser produzido em 1956, chegava a fazer mais de 40 km/h e levava uma tripulação de quatro homens. Ficou no serviço ativo até o começo da década de 1990, quando foi aposentado. Participou de alguns conflitos no oriente médio (como a Guerra dos Seis Dias e a do Yom Kipur).

## Utilizadores
- Egito
- Ossétia do Sul
- Rússia
- Síria
- União Soviética
- Vietnã do Norte